# Primera D
La Primera D, anche nota come Primera D Metropolitana, è stata una delle due divisioni regionali che componevano la quinta serie del calcio argentino, insieme con il Torneo Federal C. 
Vi prendeva parte un numero variabile di club provenienti dalla città di Buenos Aires, dalla sua area metropolitana e dalla città di Rosario.

## Formato
La Primera C Metropolitana è organizzata in due tornei distinti, l'Aperutra e il Clausura, all'interno di ognuno dei quali le squadre giocano un girone di sola andata. Le squadre vincenti dei due periodi giocano uno spareggio per decretare la vincente della Primera C, che ottiene la promozione in Primera B Metropolitana, mentre le squadre classificate dal 2º all'8º posto nella classifica aggregata danno luogo ad una serie di playoff con partite di andata e ritorno (Torneo Reducido), che decreta l'altra compagine promossa in terza serie. L'ultima classificata nella classifica aggregata viene retrocessa nel Torneo Promocional Amateur, mentre la penultima gioca uno spareggio promozione/retrocessione per la permanenza nella serie.

## Storia
Il campionato nacque nel 1950 con il nome di Tercera de Ascenso ed era inizialmente la quarta serie nazionale, incoronando il Liniers come primo campione. Fu rinominato una prima volta in Primera de Aficionados nel 1962, e successivamente nel 1974 in Primera D, nome che mantenne fino alla sua cessazione.
Nel 1986 la federazione varò una riforma creando un nuovo seonco livello del campionato nazionale, la Primera B Nacional, e il campionato scivolò al quinto livello della piramide calcistica argentina.
L'ultima edizione della competizione si è tenuta nel 2023, dal momento che a partire dalla stagione 2024 il campionato è stato unificato all'interno della Primera C Metropolitana, e sostituito al quinto livello dal Torneo Promocional Amateur.

### Livello del campionato
Dalla sua fondazione nel 1950 la federazione ha cambiato diverse volte il suo nome e la sua collocazione nella piramide calcistica argentina.
| Anni      | Livello | Promozione verso | Retrocessione verso |
| --------- | ------- | ---------------- | ------------------- |
| 1950-1985 | 4       | Segunda División | -                   |
| 1985-2023 | 5       | Primera C        | -                   |

## Albo d'oro

### Tercera de Ascenso (Livello 4)
| Stagione | Campione           | Secondo posto         |
| -------- | ------------------ | --------------------- |
| 1950     | Liniers            | Brown (A)             |
| 1951     | Non disputato      | Non disputato         |
| 1952     | Flandria           | J.J. de Urquiza       |
| 1953     | Dep. Riestra       | Juventud de Bernal    |
| 1954     | Sacachispas        | Juventud de Bernal    |
| 1955     | Deportivo Morón    | Juventud de Bernal    |
| 1956     | Almirante Brown    | Juventud de Bernal    |
| 1957     | Leandro N. Alem    | Def. de Cambaceres    |
| 1958     | Dep. Español       | Def. de Cambaceres    |
| 1959     | Def. de Cambaceres | Sp. Italiano          |
| 1960     | Sp. Italiano       | Defensores de Almagro |
| 1961     | Villa Dálmine      | Arsenal Sarandí       |

### Primera de Aficionados (Livello 4)
| Stagione | Campione              | Secondo posto          |
| -------- | --------------------- | ---------------------- |
| 1962     | Arsenal Sarandí       | Estudiantes (BA)       |
| 1963     | Luján                 | Estudiantes (BA)       |
| 1964     | Arsenal de Llavallol  | Ituzaingó              |
| 1965     | General Mitre         | Club Atlético Piraña   |
| 1966     | Luz y Fuerza          | Ferrocarril Midland    |
| 1967     | Macabi                | Central Argentino (SM) |
| 1968     | Ferrocarril Midland   | Sp. Barracas           |
| 1969     | Def. Unidos           | Sp. Barracas           |
| 1970     | Defensores de Almagro | Sp. Barracas           |
| 1971     | Acassuso              | Central Argentino (SM) |
| 1972     | Dep. Armenio          | Liniers                |
| 1973     | Luján                 | Villa San Carlos       |

### Primera D (Livello 4)
| Stagione | Campione             | Secondo posto       |
| -------- | -------------------- | ------------------- |
| 1974     | Barracas Central     | Victoriano Arenas   |
| 1975     | Tristán Suárez       | Dep. Merlo          |
| 1976     | Def. de Cambaceres   | Berazategui         |
| 1977     | Gen. Lamadrid        | Ferrocarril Midland |
| 1978     | Club Atlético Piraña | J.J. de Urquiza     |
| 1979     | San Miguel           | Brown (A)           |
| 1980     | Brown (A)            | Juventud Unida      |
| 1981     | Barracas Central     | Muñiz               |
| 1982     | Defensa y Justicia   | Ituzaingó           |
| 1983     | San Martín (B)       | Leandro N. Alem     |
| 1984     | Dock Sud             | Argentino (M)       |
| 1985     | Argentino (M)        | Dep. Laferrere      |

### Primera D (Livello 5)
| Stagione | Campione                               | Secondo posto                          |
| -------- | -------------------------------------- | -------------------------------------- |
| 1986-87  | Muñiz                                  | Brown (A)                              |
| 1987-88  | Lugano                                 | Puerto Nuevo                           |
| 1988-89  | Ferrocarril Midland                    | Liniers                                |
| 1989-90  | Liniers                                | Dep. Paraguayo                         |
| 1990-91  | Victoriano Arenas                      | Puerto Nuevo                           |
| 1991-92  | Dep. Paraguayo                         | Juventud Unida                         |
| 1992-93  | Villa San Carlos                       | Acassuso                               |
| 1993-94  | Puerto Nuevo                           | Cañuelas                               |
| 1994-95  | J.J. de Urquiza                        | Victoriano Arenas                      |
| 1995-96  | Central Ballester                      | San Martín (B)                         |
| 1996-97  | Claypole                               | Comunicaciones                         |
| 1997-98  | Juventud Unida                         | Sacachispas                            |
| 1998-99  | Argentino (M)                          | Victoriano Arenas                      |
| 1999-00  | Sacachispas                            | Fénix                                  |
| 2000-01  | Acassuso                               | Villa San Carlos                       |
| 2001-02  | Villa San Carlos                       | Sacachispas                            |
| 2002-03  | Sacachispas                            | Victoriano Arenas                      |
| 2003-04  | Sp. Barracas                           | Fénix                                  |
| 2004-05  | Fénix                                  | Liniers                                |
| 2005-06  | Ituzaingó                              | Liniers                                |
| 2006-07  | Leandro N. Alem                        | Berazategui                            |
| 2007-08  | Def. Unidos                            | Berazategui                            |
| 2008-09  | Ferrocarril Midland                    | Dep. Riestra                           |
| 2009-10  | UAI Urquiza                            | San Martín (B)                         |
| 2010-11  | Dock Sud                               | Atlas                                  |
| 2011-12  | Fénix                                  | Argentino (Q)                          |
| 2012-13  | Argentino (Q)                          | Dep. Riestra                           |
| 2013-14  | Dep. Riestra                           | San Martín (B)                         |
| 2014     | Nessun campione                        | Nessun campione                        |
| 2015     | Sp. Barracas                           | Atlas                                  |
| 2016     | El Porvenir                            | Ituzaingó                              |
| 2016-17  | Ituzaingó                              | Leandro N. Alem                        |
| 2017-18  | Victoriano Arenas                      | Argentino (M)                          |
| 2018-19  | Argentino (M)                          | Liniers                                |
| 2019-20  | Competizione annullata per il Covid-19 | Competizione annullata per il Covid-19 |
| 2020     | Claypole                               | Atlas                                  |
| 2021     | Liniers                                | Puerto Nuevo                           |
| 2022     | Yupanqui                               | Centro Español                         |
| 2023     | Centro Español                         | Argentino (R)                          |